# Софія Шліман
Софія Шліман (грец. Σοφία Σλήμαν), уроджена Софія Енгастромену (грец. Σοφία Εγκαστρωμένου, 12 січня 1852, Афіни — 27 жовтня 1932, Афіни) — грецька благодійниця і меценатка, археолог, друга дружина Генріха Шлімана, помічниця його в справі розкопок. Вона відкрила одну з куполоподібних гробниць в Мікенах.

## Життєпис
Дочка грецького купця, племінниця єпископа мантінейского Теоклетоса Вімпоса. Генріх Шліман, приїхавши в 1868 в Афіни, і збираючись влаштуватися в Греції, попросив єпископа підшукати йому в дружини «гречанку з хорошої сім'ї, яка досконало знає Гомера, з чорним волоссям і по можливості красиву». Вімпос посватав Шліману свою родичку, прекрасну і добре виховану Софію Енгастроменос, і Шліман піддав її суворому іспиту. Вона знала, в якому році Афіни відвідав імператор Адріан, виразно продекламувала кілька уривків з «Одіссеї». Шліман був старший за свою наречену на 30 років. Вінчання відбулося 24 вересня 1869 року в Афінах. У подружжя Шліман було двоє дітей — дочка Андромаха (1871—1962) і син Агамемнон (1878—1954).
Софія брала активну участь у розкопках Генріха в стародавньої Трої і Мікенах, відкрила одну з куполоподібних могил в Мікенах і після смерті чоловіка надавала кошти на продовження розкопок на місці Трої.
Через два роки після смерті Шлімана (в 1892), Софія передала невелику частину троянської колекції в Національний археологічний музей. Вона багато зробила для популяризації його наукової спадщини. Шліман залишив їй величезний капітал, і в Іліу Мелатрон вона влаштовувала розкішні прийоми для політиків і вчених, на яких виступала з лекціями про археологічні розкопки і дослідницьку роботу Шлімана. Але найбільше вона витрачала на благодійні потреби. Софія надавала гроші на лікарні та дитячі будинки, фінансувала будівництво першого в Греції загальнодоступного туберкульозного санаторію. Під час греко-турецької війни 1897 року вона побачила в підвалі однієї з лікарень солдатів, які були хворі на туберкульоз, тоді у неї і виник план побудувати санаторій. Софія організувала фонд «Порятунок» (Σωτηρία). Фонд домігся виділення землі під будівництво санаторію та займався його фінансуванням. Перший корпус санаторію на 40 ліжок було відкрито в 1905 році в Афінах. Пізніше був побудований корпус ще на 30 ліжок. До своєї смерті Софія Шліман очолювала адміністрацію і раду санаторію.
Коли вона померла, уряд Греції ухвалив рішення влаштувати їй державні похорони. Труну з її тілом провезли по вулицях Афін. Траурну процесію очолював прем'єр-міністр країни.
Софія і Генріх Шліман поховані поруч на найвищому місці Першого афінського кладовища.

## Пам'ять
- Одна з вулиць Афін, в районі Абелокіпі між простектами Кіфісіас і Месогіон, названа на честь Софії Шліман[6]
- Перед будівлею медичного училища в Афінах, відкритому в свій час завдяки Софії та яке носить зараз її ім'я, встановлений її бронзовий бюст.
- На стіні першого історичного корпусу санаторію «Сотірія» встановлено пам'ятну дошку[7].